# گلاسترشر
گلاسترشر (به انگلیسی: Gloucestershire) نام یکی از شهرستان‌های تشریفاتی و غیر شهری در ناحیه‌ای در جنوب غربی انگلستان است. شهر گلاستر مرکز این ناحیه‌است.

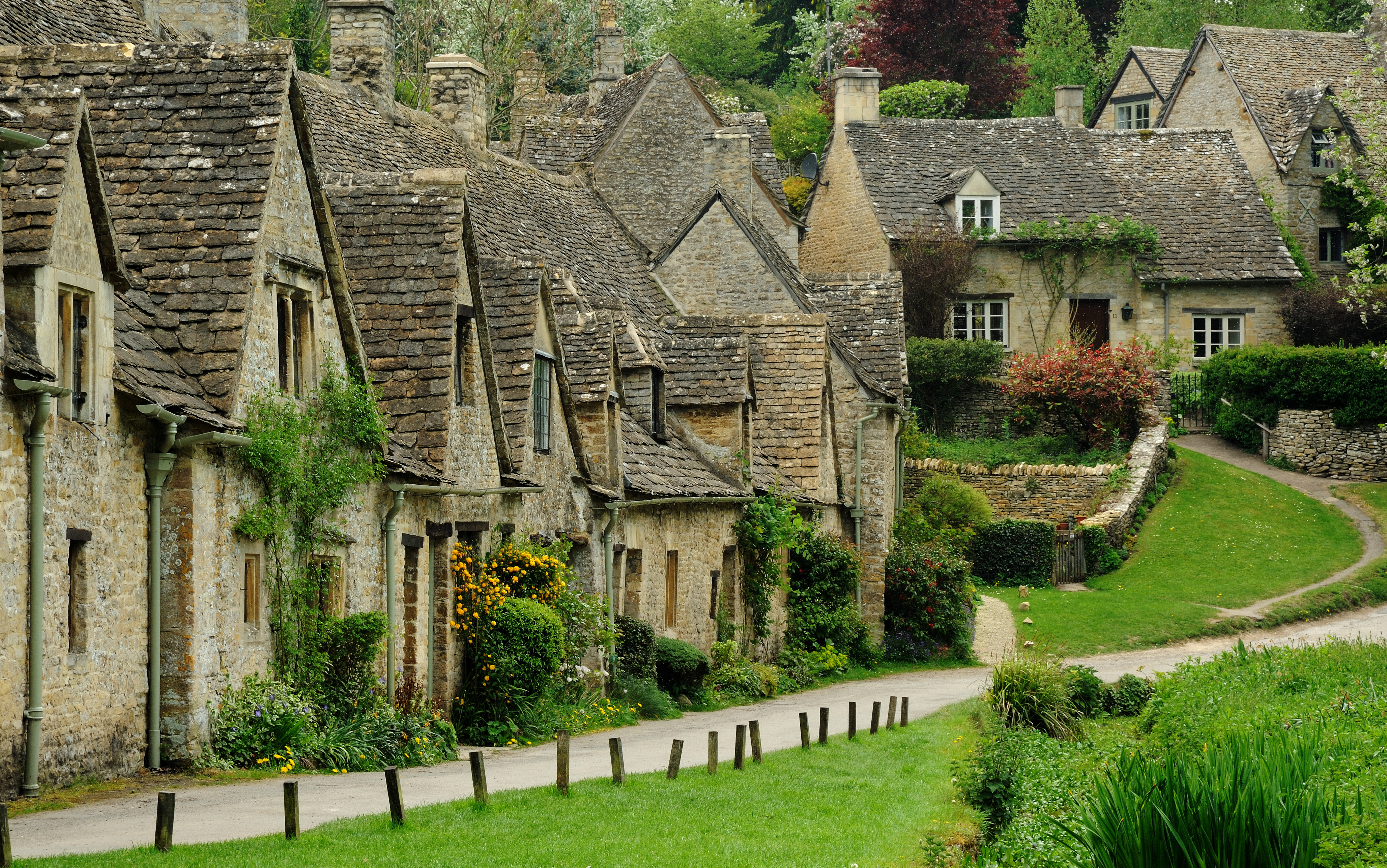
آلینگتون رو، بیبری، بریتانیا؛